# Sivi kitovi
Sivi kitovi (lat. Eschrichtiidae) su porodica iz podreda kitova usana koja ima samo jednu vrstu, (Eschrichtius robustus). Zbog niza osobina koje su jedinstvene, smatra ih se porodicom koja kao da posreduje između glatkih kitova i usana. 

## Osobine
Odrasli sivi kit može biti dugačak između 13 i 14 m a težak oko 30 tona. Boja mu je škriljasto siva. Na tijelu se već izdaleka vide bijele mrlje, koje su ustvari cijele kolonije parazita koji upravo masovno naseljavaju kožu ovih kitova. Nemaju leđnu peraju, ali duž leđa imaju više izbočina koje podsjećaju na grbe. Sa svake strane usta imaju po 150 usi dugih oko 40 cm.

## Rasprostranjenost
Sivi kitovi trajno žive bliže obalama od svih drugih kitova. Ova vrsta kitova se seli. Ljeto provode u polarnim vodama, dok se pred zimu sele na jug. Populacija koja živi u Beringovom moru zimu provodi dijelom pred obalom Kalifornije i u kalifornijskom zaljevu, dok drugi dio odlazi prema obalama Koreje i Japana. Populacija atlantskih sivih kitova je izumrla. Nekada su živjeli između Spitsbergena, Grenlanda i Kanade, a zimi su se, verojatno, spuštali do obala južnih država SADa, Portugala i sjeverne Afrike.

## Način života
Sivi su kitovi spori plivači, dosižu brzinu do 8 km/h. Pod površinom provode četiri do pet minuta prije nego ponovo izrone. Kad su na površini, često iskaču iz vode gornjim dijelom tijela da bi se zatim ponovo spustili u vodu. Hrane se malim organizmima koji se upletu u usi, najčešće raznim račićima, ali i ponekom malom ribom. Jedino oni među kitovima usanima zahvaćaju i filtriraju i mulj s morskog dna. Kao prilagodbu tom načinu lova, usi sivih kitova su kraće i robustnije nego kod drugih usana.

## Kitolovi zaštita
Kako su sivi kitovi vrsta koja živi u blizini obale, ljudi su ga počeli vrlo rano loviti. Danas više nije moguće utvrditi da li je to bilo razlog izumiranja europske populacije sivih kitova (oko 500. godine). Populacija koja je živjela u zapadnom Atlantiku izumrla je oko 1.700-te. Od tada sivi kitovi žive još samo u Pacifiku. Zapadnopacifičku populaciju su u 18. i 19. stoljeću desetkovali japanski kitolovci. Danas je nejasno da li je ta populacija također istrijebljena, jer se pred obalama Koreje povremeno viđaju sivi kitovi. Postoji mogućnost da su to samo zalutale jedinke iz populacije istočnog Pacifika.
1846. su otkrivena zimovališta sivih kitova istočnog Pacifika. Odmah su osnovane kitolovne "stanice" na tamošnjim obalama i u roku od par godina ubijene su tisuće ovih kitova. Tek 1946. je vrsta stavljena pod zaštitu i sačuvana od istrijebljenja. Od tada se populacija oporavila tako, da danas broji oko 20.000 jedinki. Zadnjih godina su indigeni narodi Rusije ubijali oko 110 sivih kitova godišnje   Arhivirana inačica izvorne stranice od 9. ožujka 2008. (Wayback Machine). 
Na zapadnoj obali SADa su sivi kitovi zbog prolaska blizinom obale postali omiljeni cilj turizma poznatog pod nazivom "promatranje kitova".